# 2053
2053 م هي سنة بسيطة تبدأ يوم الأربعاء حسب التقويم الغريغوري